# ジョージ・ミケシュ
ジョージ・ミケシュ（George Mikes 1912年2月15日-1987年8月30日）は、ハンガリー生まれの英国の作家。

## 略歴
ブダペスト大学医学部に入ると同時にジャーナリストとして活動を始める。1938年に二つの新聞のロンドン特派員となる。第二次世界大戦の勃発で英国にとどまることにするが、敵性外国人としてマン島に幽閉された。1946年に英国に帰化し、ジャーナリスト、ユーモア作家として活動した。国際ペンクラブロンドン支部会長。
日本でも翻訳が多いが、ミケシュのほかマイクス、ミケスなどと表記される。

## 日本語訳
- 『自由への舞踏 バレリーナの恋』ジョージ・マイクス、斎藤数衛訳 時事通信社 1956
- 『おかめ八もく英米拝見』ニコラス・ベントレー画、岩崎民平訳 研究社出版 1958
- 『東欧革命の内幕』二見史郎訳 みすず書房 1958
- 『偽善の季節 豊かさにどう耐えるか』ジョージ・マイクス、加藤秀俊訳 ダイヤモンド社 1972
- 『円出づる国ニッポン』倉谷直臣訳 南雲堂 1972
- 『スパイになりたかったスパイ』倉谷直臣訳 講談社 1974、講談社文庫 1979
- 『没落のすすめ 「英国病」讃歌』倉谷直臣 編訳 講談社現代新書 1978
- 『これが英国ユーモアだ』中村保男訳 TBSブリタニカ 1981
- 『貧乏学入門 貧しさをどう楽しむか』ジョージ・マイクス、加藤秀俊訳 ダイヤモンド社 1985
- 『金持学入門 豊かさにどう耐えるか』ジョージ・マイクス、加藤秀俊訳 ダイヤモンド社 1985
- 『ふだん着のアーサー・ケストラー』小野寺健訳 晶文社 1986
- 『不機嫌な人のための人生読本』ジョージ・マイクス、加藤秀俊監訳 ダイヤモンド社 1986
- 『異邦人のための心得』ジョルジ・ミケス、島竜子 訳 近代文芸社 1994
- 『ミケシュの智恵袋』水野幹雄 訳 近代文芸社 1995